# Любен Лапев
Любен Гинов Лапев (на македонска литературна норма: Љубен Лапе) е историк и професор от Югославия.

## Биография
Роден е на 11 октомври 1910 година в град Прилеп, тогава в Османската империя. Учи в Белград. Там се включва в прогресивни студентски и работнически движения. По време на българското управление в Македония през Втората световна война Лапев е секретар и член - възобновител на  Читалище „Надежда“ (Прилеп).
След Втората световна война преподава и изучава историята на Македония. Той е сред основателите на македонската историография, наричан „македонски Херодот“ и „Баща на македонската история“. Лапев е един от основоположниците на Философския факултет на Скопския университет през 1946 г. Основател е и на Архива на Македония, Дружеството на историците и други институции. Пише множеството исторически трудове, статии, монографии. Сред по-известните от тях са „История на Македония през XVIII, XIX, XX век”, „Пере Тошев в спомените на своите съвременници“, „Един глас за цяла Македония“, „Димитър Попгеоргиев-Беровски“ и други.
Лапев заедно с Димчо Коцо е натоварен от правителството на Социалистическа република Македония да участва в Ликвидационната комисия за разтуряне на Македонския научен институт в София. На негово име е наречено основно училище в скопския квартал Аеродром.
Награждаван е с ордените „Климент Охридски“, „Гоце Делчев“, „Девети септември“. Отделно е получавал „Орден на трудът II ред”, „Орден на Републиката със златен венец“ (1978). Дългогодишен член на МАНИ.